# Rudolf Ising
Pour les articles homonymes, voir Ising.
Rudolph Carl Ising, ou Rudolf Ising, est un producteur et réalisateur américain, né le 7 août 1903 à Kansas City, dans le Missouri, et décédé d'un cancer le 18 juillet 1992 à Newport Beach, en Californie (États-Unis).
Il est le cofondateur du studio d'animation Harman-Ising Studio avec Hugh Harman.

## Biographie
Né à Kansas City, il rencontre Walt Disney et le rejoint en 1922 dans le studio Laugh-O-Gram. Après la faillite du studio en 1923, il rejoint Walt, à sa demande, en Californie et travaille dans son nouveau studio, Disney Brothers Studios, sur la série Alice Comedies.
En 1926, profitant d'une période de vacances il réalise avec Harman, un second Arabian Nights, Aladdin's Vamp qu'ils décident de proposer à Jesse L. Lasky, demandant même à Max Maxwell de les rejoindre en cas de contrat, mais Lasky décline le projet.
En 1928, il travaille sur la série des Oswald le lapin chanceux, dont les droits ont été « perdus » par Disney et produit par Robert Winkler Productions pour Universal Pictures.
En 1929, Ising décide de fonder avec Hugh Harman leur propre studio, Harman-Ising Studio. Le personnage principal est Bosko.
Il a été un temps marié à l'actrice et modèle Maxine Jennings.

## Filmographie

### comme animateur
- 1922 : Cinderella
- 1922 : Puss in Boots
- 1922 : Goldie Locks and the Three Bears
- 1922 : Jack and the Beanstalk
- 1922 : The Four Musicians of Bremen
- 1922 : Little Red Riding Hood
- 1923 : Alice's Wonderland
- 1925 : Alice's Tin Pony
- 1925 : Alice Chops the Suey
- 1925 : Alice the Jail Bird
- 1925 : Alice Plays Cupid
- 1925 : Alice Rattled by Rats
- 1925 : Alice in the Jungle
- 1926 : Alice on the Farm
- 1926 : Alice's Balloon Race
- 1926 : Alice's Little Parade
- 1926 : Alice's Mysterious Mystery
- 1926 : Alice's Orphan
- 1926 : Alice Charms the Fish
- 1926 : Alice's Monkey Business
- 1926 : Alice in the Wooly West
- 1926 : Alice the Fire Fighter
- 1926 : Alice Cuts the Ice
- 1926 : Alice Helps the Romance
- 1926 : Alice's Spanish Guitar
- 1926 : Alice's Brown Derby
- 1926 : Alice the Lumberjack
- 1927 : Alice the Golf Bug
- 1927 : Alice Foils the Pirates
- 1927 : Alice at the Carnival
- 1927 : Alice at the Rodeo
- 1927 : Alice the Collegiate
- 1927 : Alice in the Alps
- 1927 : Alice's Auto Race
- 1927 : Alice's Circus Daze
- 1927 : Alice's Three Bad Eggs
- 1927 : Alice's Knaughty Knight
- 1927 : Alice's Picnic
- 1927 : Alice's Channel Swim
- 1927 : Alice in the Klondike
- 1927 : Alice's Medicine Show
- 1927 : Alice the Whaler
- 1928 : Plane Crazy

### comme réalisateur
- 1926 : Aladdin's Vamp
- 1928 : High Up
- 1928 : Fiery Fireman
- 1929 : Homeless Homer
- 1929 : Bosko the Talk-Ink Kid
- 1930 : Sinkin' in the Bathtub
- 1930 : Congo Jazz
- 1930 : Hold Anything
- 1930 : Box Car Blues
- 1930 : The Booze Hangs High
- 1931 : Big Man from the North
- 1931 : Ain't Nature Grand!
- 1931 : Ups 'n Downs
- 1931 : Dumb Patrol
- 1931 : Yodeling Yokels
- 1931 : Bosko's Holiday
- 1931 : The Tree's Knees
- 1931 : Smile, Darn Ya, Smile!
- 1931 : Lady, Play Your Mandolin!
- 1931 : One More Time
- 1931 : You Don't Know What You're Doin'!
- 1931 : Bosko's Soda Fountain
- 1931 : Hittin' the Trail for Hallelujah Land
- 1931 : Red-Headed Baby
- 1932 : Pagan Moon
- 1932 : Freddy the Freshman
- 1932 : Crosby, Columbo, and Vallee
- 1932 : Goopy Geer
- 1932 : It's Got Me Again!
- 1932 : Moonlight for Two
- 1932 : The Queen Was in the Parlor
- 1932 : I Love a Parade
- 1932 : Bosko's Store
- 1932 : You're Too Careless with Your Kisses!
- 1932 : I Wish I Had Wings
- 1932 : A Great Big Bunch of You
- 1932 : Three's a Crowd
- 1933 : The Shanty Where Santy Claus Lives
- 1933 : One Step Ahead of My Shadow
- 1933 : Young and Healthy
- 1933 : The Organ Grinder
- 1933 : Wake Up the Gypsy in Me
- 1933 : I Like Mountain Music
- 1933 : Shuffle Off to Buffalo
- 1933 : Cubby's World Flight
- 1933 : We're in the Money
- 1933 : The Dish Ran Away with the Spoon
- 1934 : The Discontented Canary
- 1934 : The Old Pioneer
- 1934 : Toyland Broadcast
- 1935 : When the Cat's Away
- 1935 : The Lost Chick
- 1935 : The Calico Dragon
- 1935 : The Chinese Nightingale
- 1935 : Barnyard Babies
- 1935 : The Old Plantation
- 1935 : Honeyland
- 1935 : Alias St. Nick
- 1936 : The Early Bird and the Worm
- 1936 : Two Little Pups
- 1936 : The Pups' Picnic
- 1936 : Little Cheeser
- 1936 : The Pups' Christmas
- 1937 : The Hound and the Rabbit
- 1937 : The Wayward Pups
- 1937 : Little Buck Cheeser
- 1938 : The Little Bantamweight
- 1938 : Merbabies
- 1939 : The Little Goldfish
- 1939 : The Bear That Couldn't Sleep
- 1939 : One Mother's Family
- 1940 : The Fishing Bear
- 1940 : Puss Gets the Boot
- 1940 : Home on the Range
- 1940 : Swing Social
- 1940 : The Milky Way
- 1940 : Romeo in Rhythm
- 1940 : The Homeless Flea
- 1940 : Mrs. Ladybug
- 1941 : The Prospecting Bear
- 1941 : Dance of the Weed
- 1941 : The Rookie Bear
- 1941 : The Flying Bear
- 1942 : The First Swallow
- 1942 : The Bear and the Beavers
- 1942 : Little Gravel Voice
- 1942 : Bats in the Belfry
- 1942 : Wild Honey
- 1942 : Barney Bear's Victory Garden
- 1943 : Bah Wilderness
- 1943 : The Boy and the Wolf
- 1943 : The Uninvited Pest
- 1946 : Private Snafu Presents Seaman Tarfu in the Navy
- 1951 : Good Wrinkles

### comme producteur
- 1929 : Bosko the Talk-Ink Kid
- 1930 : Sinkin' in the Bathtub
- 1930 : Congo Jazz
- 1930 : Hold Anything
- 1930 : Box Car Blues
- 1930 : The Booze Hangs High
- 1931 : Big Man from the North
- 1931 : Ain't Nature Grand!
- 1931 : Ups 'n Downs
- 1931 : Dumb Patrol
- 1931 : Yodeling Yokels
- 1931 : Bosko's Holiday
- 1931 : The Tree's Knees
- 1931 : Bosko Shipwrecked!
- 1931 : Bosko the Doughboy
- 1931 : Bosko's Soda Fountain
- 1931 : Bosko's Fox Hunt
- 1932 : Bosko and Honey
- 1932 : Bosko at the Zoo
- 1932 : Battling Bosko
- 1932 : Big-Hearted Bosko
- 1932 : Bosko's Party
- 1932 : Bosko and Bruno
- 1932 : Bosko's Dog Race
- 1932 : Bosko at the Beach
- 1932 : Bosko's Store
- 1932 : Bosko the Lumberjack
- 1932 : Ride Him, Bosko!
- 1932 : Bosko the Drawback
- 1932 : Bosko's Dizzy Date
- 1932 : Bosko's Woodland Daze
- 1933 : Bosko in Dutch
- 1933 : Bosko in Person
- 1933 : Bosko the Speed King
- 1933 : Bosko's Knight-Mare
- 1933 : Bosko the Sheep-Herder
- 1933 : Beau Bosko
- 1933 : Bosko's Picture Show
- 1933 : Bosko the Musketeer
- 1933 : Bosko's Mechanical Man
- 1933 : Gay Gaucho
- 1934 : The Discontented Canary
- 1934 : The Old Pioneer
- 1934 : Tale of the Vienna Woods
- 1934 : Bosko's Parlor Pranks
- 1934 : Toyland Broadcast
- 1935 : Hey, Hey Fever
- 1935 : When the Cat's Away
- 1935 : The Calico Dragon
- 1935 : The Chinese Nightingale
- 1935 : Poor Little Me
- 1935 : Good Little Monkeys
- 1935 : Barnyard Babies
- 1935 : The Old Plantation
- 1935 : Honeyland
- 1935 : Alias St. Nick
- 1935 : Run, Sheep, Run
- 1936 : Bottles
- 1936 : The Early Bird and the Worm
- 1936 : The Old Mill Pond
- 1936 : Two Little Pups
- 1936 : The Old House
- 1936 : The Pups' Picnic
- 1936 : To Spring
- 1936 : Little Cheeser
- 1936 : The Pups' Christmas
- 1937 : Circus Daze
- 1937 : Swing Wedding
- 1937 : Bosko's Easter Eggs
- 1937 : Little Ol' Bosko and the Pirates
- 1937 : The Hound and the Rabbit
- 1937 : The Wayward Pups
- 1937 : Little ol' Bosko and the Cannibals
- 1937 : Little Buck Cheeser
- 1938 : Little ol' Bosko in Bagdad
- 1938 : Pipe Dreams
- 1938 : The Little Bantamweight
- 1939 : The Bear That Couldn't Sleep
- 1940 : The Fishing Bear
- 1940 : Puss Gets the Boot
- 1942 : Bats in the Belfry
- 1942 : Chips Off the Old Block
- 1946 : Private Snafu Presents Seaman Tarfu in the Navy
- 1965 : Tom and Jerry (série TV)

### comme acteur
- 1923 : Alice's Wonderland
- 1929 : Bosko the Talk-Ink Kid : Cartoonist
- 1932 : Ride Him, Bosko! : Cartoonist

### comme directeur de la photographie
- 1923 : Alice's Wonderland